# Leonida Barboni
Leonida Barboni (* 23. November 1909 in Fiuminata, Italien; † 6. November 1970 in Rom) war ein italienischer Kameramann.

## Leben und Wirken
Barboni begann seine kinematographische Laufbahn als Wochenschaukameramann bei Paramount Pictures, Fox Movietone und dem Istituto Luce. 1941 gelang ihm der Aufstieg zum Chefkameramann beim italienischen Unterhaltungsfilm. In dieser Funktion arbeitete Barboni knapp drei Jahrzehnte lang mit so bekannten Regisseuren wie Mario Mattòli, Pietro Germi, Luciano Emmer, Eduardo De Filippo, Renato Castellani, Carlo Lizzani, Mario Monicelli und Dino Risi zusammen. Trotz dieser geballten Prominenz ist keiner von Barbonis Filmen von filmhistorisch herausragender Bedeutung. Die Uraufführung seines letzten Films, Correva l'anno di grazia 1870 mit Anna Magnani und Marcello Mastroianni in den Hauptrollen, erlebte Leonida Barboni nicht mehr. Sein jüngerer Bruder war der Filmregisseur Enzo Barboni.

## Filmografie
- 1942: La fanciulla dell'altra riva
- 1943: L'ippocampo
- 1943: Principessina
- 1943: Achtung, Aufnahme (Silenzio, si gira!)
- 1946: L'apocalisse
- 1949: Nur du bist mein Traum (Al diavolo la celibrita)
- 1949: Im Namen des Gesetzes (In nome della legge)
- 1950: Ein Sonntag im August (Domenica d'agosto)
- 1950: Weg der Hoffnung (Il cammino della speranza)
- 1951: Filumena Marturano
- 1951: Hello God
- 1951: Anita Garibaldi (Camicie rosse)
- 1952: Der Rebell von Tacca del Lupo (Il brigante di Tacca del Lupo)
- 1952: Das öffentliche Ärgernis oder die Justiz in Nöten (La presidentessa)
- 1953: Gelosia
- 1953: Napoletani a Milano
- 1954: Angela, die Teufelin (Angela)
- 1954: Die große Hoffnung (La grande speranza)
- 1955: Meine Lausejungs (Scuola elementare)
- 1955: Adriana Lecouvreur
- 1956: Das rote Signal (Il ferroviere)
- 1956: Träume in der Schublade (I sogni nel cassetto)
- 1956: Väter und Söhne (Padri e figli)
- 1957: Dieb hin, Dieb her (Ladro lui, ladra lei)
- 1958: Die Versuchung (L'uomo di paglia)
- 1958: Die Hölle in der Stadt (Nella città l'inferno)
- 1959: Unter glatter Haut (Un maledetto imbroglio)
- 1960: Der Bucklige von Rom (Il gobbo)
- 1960: Dieb aus Leidenschaft (Risate di gioia)
- 1960: Via Margutta
- 1960: Der Schutzmann (Il vigile)
- 1960: Das Haus in der Via Roma (La viaccia)
- 1961: Scheidung auf italienisch (Divorzio all’italiana)
- 1961: Die Italienerin und die Liebe (Le italiane e l'amore)
- 1961: Das Leben ist schwer (Una vita diffizile)
- 1962: La città prigioniera
- 1962: Verwirrung (Il disordine)
- 1962: Der Prozeß von Verona (Il processo di Verona)
- 1963: La corruzione
- 1963: Liolà
- 1964: Controsesso
- 1964: Die Puppen (Le bambole)
- 1964: El Greco
- 1965: La donna del lago
- 1966: Ergötzliche Nächte (Le piacevoli notti)
- 1966: Die Gespielinnen (Le fate)
- 1966: Hexe der Liebe (La strega in amore)
- 1966: Jagt den Fuchs! (Caccia alla volpe)
- 1967: Das Geschlecht der Engel (Il sesso degli angeli)
- 1967: Ich komme vom Ende der Welt (L'avventuriero)
- 1968: La Traviata
- 1968: Bora Bora
- 1970: Correva l'anno di grazia 1870 (UA: 1972)